# Alx Danielsson

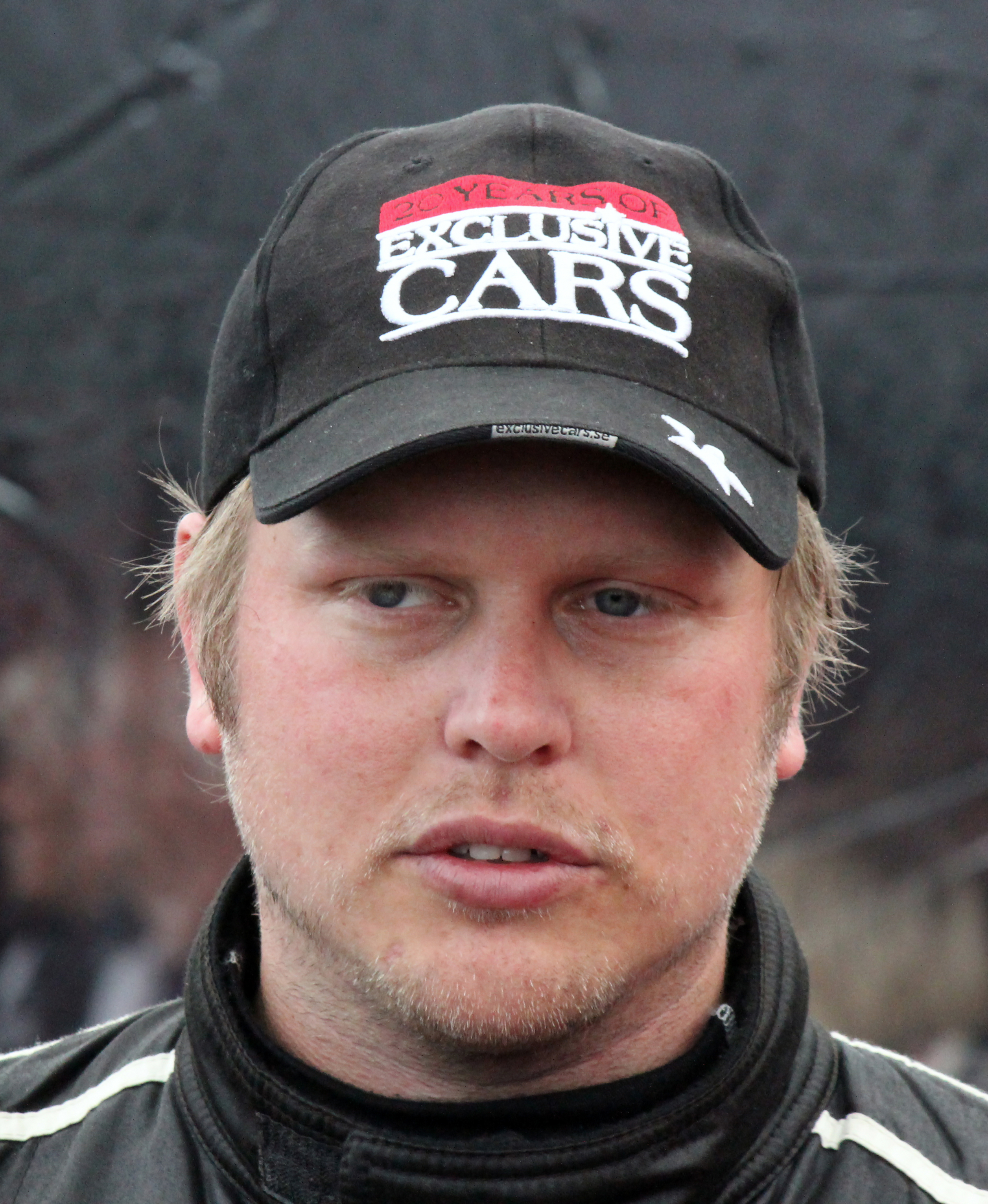
Alx Danielsson 2012

Alx Danielsson (* 1. April 1981 in Östersund) ist ein schwedischer Automobilrennfahrer.

## Karriere

### Kart- und Formelsport
Alx Danielsson fing seine Karriere 1998 im Kartsport an. 1999 wechselte er in den Formelsport und fuhr in verschiedenen Rennserien. In der Schwedischen Formel Ford Meisterschaft gewann er 2000 die Meisterschaft in der Zetec-Klasse.
In Großbritannien ging er von 2000 bis 2003 in der Formula Ford Festival an den Start und erreichte 2003 mit dem vierten Platz seine beste Gesamtwertung in der Serie. In der Formula Ford Winter Series UK trat er 2000 und 2002 an und gewann in seinem zweiten Jahr den Meistertitel. In der Britischen Formel-Ford-Meisterschaft fuhr er 2002 und 2003 und wurde dort in seinem letzten Jahr Vierter im Gesamtklassement.
Danach stieg Danielsson 2004 in die Formel Renault ein und startete zunächst im Formel Renault V6 Eurocup. In den folgenden Jahren 2005 und 2006 fuhr er in der Formel Renault 3.5. Dort erzielte er 2006 mit dem Meisterschaftstitel seinen größten Motorsporterfolg. Danielsson profitierte dabei von einer Disqualifikation von Pastor Maldonado, der dadurch Dritter in der Meisterschaft wurde.
In seiner letzten Formelsport-Saison 2007 trat er in der Italienischen Formel 3000 und Euroseries 3000 an. Dort wurde er Dritter und Sechster in der jeweiligen Meisterschaft.

### GT-Motorsport
Ab 2005 bestritt er parallel GT-Motorsport und fuhr in Porsche-Markenpokalen. Im Porsche Carrera Cup Deutschland hatte er einen Gaststart 2005 mit dem Team Land Motorsport.
Von 2005 bis 2008 und 2014 fuhr er im Porsche Carrera Cup Skandinavien und erreichte im ersten Jahr mit dem vierten Rang sein bestes Gesamtergebnis in der Serie. Im Porsche Supercup startete er 2008 in einem Rennen.
2009 trat er in der Ferrari Challenge Scandinavia an und gewann die Markenpokal-Meisterschaft.
In den Jahren 2011 bis 2013 startete er bei einigen Rennen zur Swedish GT Series. Seine beste Gesamtplatzierung erreichte er 2012 mit dem fünften Rang in der GTA-Wertung.

### Tourenwagensport
In der Scandinavian Touring Car Championship ging Danielsson 2011 und 2013 an den Start. Sein bestes Ergebnis war 2013 der 17. Platz im Gesamtklassement.
2012 fuhr er mit einem Citroën C5 Solution F eine Saison in der schwedischen TTA – Racing Elite League. Dort wurde er Achter zum Saisonende.
In den USA startete er 2014 und 2016 zu je einem Rennen in der Tourenwagen-Rennserie ARCA Racing Series.
Seine letzten Rennen bestritt er 2020 in der schwedischen Ginetta GT5 Challenge und belegte den 11. Rang im Gesamtklassement.

### Stockcar
Danielsson fuhr einige Jahre Stockcar-Rennen in Schweden und in den USA. 2012 trat er im Camaro Cup Schweden und 2013 und 2014 in der V8 Thunder Cars Schweden an. In der schwedischen Thunder-Cars-Serie erzielte er 2013 mit einem Chevrolet Camaro den dritten Gesamtplatz.
2013 ging er zu je einem Rennen in der NASCAR Nationwide Series und NASCAR K&N Pro Series East an den Start.